# Fire Emblem: Path of Radiance
Fire Emblem: Path of Radiance (ファイアーエムブレム 蒼炎の軌跡, Faiā Emuburemu: Sōen no Kiseki) est un jeu vidéo de rôle tactique, développé par Intelligent Systems et édité par Nintendo sur GameCube. Le jeu est sorti le 20 avril 2005 au Japon, le 17 octobre 2005 en Amérique du Nord et le 4 novembre 2005 en Europe. C’est le neuvième épisode de la série Fire Emblem, le troisième à sortir en Amérique du Nord et en Europe et le seul paru sur la console. Cet épisode marque le retour de la série sur une console de salon, pour la première fois depuis l'opus Fire Emblem: Thracia 776 sur Super Famicom en 1999. Ainsi, c’est aussi la première fois dans la série qu’un rendu est en 3D.
En 2007, sa suite directe, Fire Emblem: Radiant Dawn est sortie sur la console Wii, reprenant le même univers fictif mais prenant place trois ans après les événements contés dans Path of Radiance.

## Trame

### Synopsis
Le jeu débute sur les pérégrinations du jeune Ike au sein d'une bande de mercenaires dévoués dirigée par Greil, père du premier. La routine des missions au service de la population de Crimea est brisée lorsque Daein, la contrée voisine, déclare la guerre pour des motifs inconnus à la paisible Crimea. Au cours d'une bataille, les mercenaires recueillent une jeune fille se prétendant être la fille cachée du roi de Crimea, assassiné peu après le début de la guerre. Après discussion, le groupe de mercenaires accepte de se mettre au service de la princesse, considérée alors comme leur employeuse.
La prise de position des mercenaires de Greil leur attire les foudres de Daein qui s'est imposé en maître dans le royaume conquis. La troupe de combattants décide alors de fuir vers Gallia pour y trouver secours auprès du roi de ce pays laguz, ami de la famille royale de Crimea. Nombre de batailles entravent cette fuite dont l'une, scénarisée, est fatale à Greil, battu par le mystérieux Chevalier Noir. Ike prend alors la tête du groupe de mercenaires, non sans créer de discordes internes. Le nouveau chef conduit la princesse au roi des bêtes laguz, qui les redirige non sans peine vers l'empire de Begnion afin d'éviter à Gallia d'engendrer un conflit généralisé sur tout le continent.
Au cours des batailles le conduisant à l'Apôtre de Begnion, Ike, confronté à la brutale réalité de la guerre, semble mûrir et développer une ouverture d'esprit remarquable. Cette nature combative, attachante et juste de cœur qui incombe à Ike amène à lui de nouveaux protagonistes qui viendront gonfler sa troupe de mercenaires afin de restaurer la souveraineté de Crimea, approuvée par Begnion à la suite des services rendus à l'Apôtre.
Officiellement reconnu comme commandant de l'Armée de Libération de Crimea, Ike aura la lourde tâche mettre un terme à un an de guerre, vaincre le roi de Daein et rétablir la princesse de Crimea à la tête de son royaume. Également mû par la volonté de venger son père, il sera amené à rechercher la vérité au sujet de l'Emblème du Feu (Fire Emblem) dont la place a priori anodine cache un rôle en réalité crucial.

### Lieux
L'action de cet épisode de Fire Emblem se déroule sur Tellius, seul continent ayant échappé à une cataclysmique inondation causée par un dieu maléfique. Ledit continent, inédit dans la série, se divise en sept États dont l'importance sera dévoilée voire accentuée au fil du scénario :
- Crimea : Ayant récemment déclaré son indépendance vis-à-vis de la Théocratie de Begnion, ce royaume beorc est reconnu pour ses savants ainsi que pour la bonne entente que la famille royale Ridell de Crimea noue avec la nation laguz de Gallia. Sa capitale est Melior et il s'agit notoirement de la patrie des Mercenaires de Greil.
- Daein : Ancien vassal beorc de Begnion également, le Royaume de Daein se distingue cependant par la renommée de ses forces armées. Depuis l'accession au trône du roi Ashnard, le pays est tenu par une main tyrannique et semble vouer une animosité croissante envers les Laguz. Sa capitale est Nevassa.
- Begnion : Cette puissante théocratie beorc est la plus vaste nation de Tellius ; elle est dirigée par l'Apôtre Sanaki Kirsch Altina, représentante et voix de la déesse protectrice Ashera. Fort de sa puissance militaire considérable, cet empire est gouverné par l'Apôtre même, secondée par le Sénat impérial. Begnion a pour capitale Sienne et englobe la forêt sacrée de Serenes, anciennement reconnue comme royaume des Hérons avant leur massacre par les habitants de l'empire, à la suite d'une suspicion d'assassinat contre la grand-mère de l'actuelle Apôtre.
- Gallia : Dirigée par le roi Caineghis, cette nation laguz est recouverte d'immenses forêts où vivent les bêtes que sont les tigres et les lions. Bien que les familles royales de Gallia et de Crimea soient alliées et s'entendent, les peuples de ces contrés ne semblent pas faire montre de cette amitié de par la différence physique entre les peuples de ces deux États. La capitale de ce royaume est Zarzi. Il s'agit du lieu de naissance d’Ike.
- Phœnicis : Cette nation insulaire est la patrie des laguz faucons, elle est dirigée par le puissant roi Tibarn. Modèle de force et de loyauté, celui-ci garde sous sa protection quelques survivants de la famille royale de Serenes et semble, en conséquence, vouer une animosité prononcée envers Begnion.
- Kilvas : Reconnus pour leur fourberie, leurs actes de pillage et leurs relations commerciales avec les beorcs, les corbeaux ont pour repaire l'île de Kilvas, dirigée par le roi Naesala. Ce peuple reçoit souvent le surnom de "pirates du ciel".
- Goldoa : Patrie des dragons, Goldoa ne reste pas moins un royaume des plus sibyllins. La stricte neutralité sur l'échiquier politique de Tellius prônée par son roi héroïque Deghinsea, l'enclavement géographique du pays par des chaînes de montagne et l'autarcie dans laquelle vivent les dragons font de Goldoa un territoire isolé et défendu à quelconque étranger.

La multiplicité des présents États apporte une complexité utile au scénario, le rendant ainsi riche en retors et rebondissements. Nonobstant, cette diversité se veut être, dans la finalité du jeu, l'expression de cultures et d'idéologies différentes faisant du monde de cet épisode de Fire Emblem la représentation d'une société plurielle avec ses tendances racialistes, modérées, conservatrices ou encore progressistes. En ce sens, cette division du monde en nombre de nations permet la justification des comportements humains attribués aux espèces variées du jeu, facilitant la compréhension du joueur et l'identification des faits faite par celui-ci.

### L'Emblème du Feu, leFire Emblem
Dans cet opus, l'Emblème du Feu est un simple médaillon de bronze plus communément appelé Médaillon de Lehran (du nom du laguz héron qui l'aurait possédé), renfermant, selon la légende, l'esprit d'un dieu maléfique ayant, en des temps antérieurs, provoqué d'immenses inondations ayant noyé tous les continents du monde excepté Tellius.
La divinité ainsi scellée aurait cependant le pouvoir d'amplifier l'énergie chaotique inhérente à chaque personne touchant ledit médaillon ; seules des personnes possédant une harmonie intérieure équilibrée peuvent porter un tel objet sans sombrer dans la démence la plus profonde. C'est pourquoi le médaillon fut traditionnellement conservé par les hérons de Serenes, créatures réputées pour leur harmonie avec la nature. Cependant le massacre de ces derniers subrepticement organisé par le Sénat de Begnon à la suite de l'assassinat de l'apôtre Misaha (grand-mère de l'actuelle apôtre Sanaki) fut l'occasion rêvée pour permettre à Ashnard de dérober le médaillon. Le roi de Daein captura alors la princesse Lillia, détentrice de l'objet si convoité, afin de lui ordonner de délivrer le Dieu Maléfique. Consciente du danger, Lillia confia secrètement le médaillon de Lehran à la jeune femme chargée de s'occuper d'elle dans sa cellule et lui enseigna le galdr (chant aux propriétés magiques) permettant d'ouvrir le médaillon. Celle-ci se révéla être la mère d'Ike et de Mist : Elena. Aussi, à la mort de cette dernière, accidentellement tuée par son mari possédé par le Dieu du médaillon, Greil confia le médaillon à sa fille qui avait hérité du cœur équilibré et de l'énergie harmonieuse de sa mère.
La tentative de récupération du médaillon par les forces de Daein constitue un véritable pan du scenario du jeu. D'ailleurs, le fameux objet est davantage mis en valeur au niveau de difficulté « difficile » puisque provoquant la régénération et la folie de son ultime détenteur. Si le médaillon est récupéré par Ike à la fin du jeu, les mystères l'entourant ne seront définitivement levés que lors de l'épisode suivant :  Fire Emblem: Radiant Dawn.

### Les personnages clés de l'histoire
Ashnard
Ashnard est le tyran devenu récemment le nouveau roi de Daein. On ignore comment, mais toute sa famille est morte, le laissant ainsi comme dernier héritier du trône. Il ne gouverne que par la terreur et ne tolère pas les échecs. Ses motivations sont très obscures, mais son objectif reste clair : déclencher une guerre totale et conquérir tout Tellius.
Cependant, la résistance que représente les mercenaires de Greil ne semble pas le faire sourciller. Au contraire, cela l'amuse.
Le Chevalier Noir
Le Chevalier Noir est l'un des nouveaux quatre généraux de Daein au service du roi Ashnard. On ignore tout de lui : son passé, son visage, ... En effet, celui-ci ne retire jamais son armure et possède des équipements uniques. Son armure et ses deux épées sont en effet bénies par la déesse Ashera, par conséquent, il ne peut être blessé au combat que par une arme également bénite. Pour une raison inconnue, il a une certaine rancune envers Greil. C'est pourquoi il le défie seul à seul dans un combat à mort dont il sort vainqueur. Il laissa l'une de ses épées bénites, Ragnell, à Ike. Ragnell est la seule lame pouvant battre sa jumelle Alondite.
Elincia
Elincia semble être la fille cachée du roi Ramon de Crimea. Lors de l'invasion de Daein sur Crimea, Elincia se retrouva dans l'obligation de fuir mais son escorte et elle tombèrent dans une embuscade. Une manœuvre désespérée du commandant Geoffrey permit à Elincia de s'en sortir. Elle est toutefois ultérieurement retrouvée évanouie dans la forêt par les mercenaires qui Greil qui l'accueillent et acceptent de l'aider.
Greil
Greil est le chef de la guilde de mercenaires pour laquelle travaille son fils Ike. En vérité, il s'appelle Gawain et était l'un des quatre généraux de Daein fidèles au roi. Après avoir été temporairement en contact avec l'Emblème du feu, il a quitté son pays natal, emportant ce médaillon maudit avec lui pour qu'aucune autre catastrophe du même ordre n'arrive. En effet, l'Emblème du feu rendit fou Gawain par le passé. Tant qu'il fut en contact avec lui, il ne sut plus distinguer ses amis de ses ennemis et massacra tout sur son passage. Le roi envoya ses meilleurs soldats pour l'assassiner mais aucun ne survécut. La fureur de Gawain cessa lorsque celui-ci transperça le corps de sa femme qui venait de lui prendre le médaillon. Par la suite, Gawain changea de nom et fuit son pays pour former un groupe de mercenaires au service du peuple de Crimea, la contrée voisine.
Afin de s'assurer qu'il ne tuerait plus avec une épée en main, il se sectionna les tendons de la main droite et perdit donc son habilité aux lames. Mais même contraint de se battre exclusivement avec des haches, Greil reste toujours un guerrier redoutable. Cependant, il trouve la mort après un duel contre le Chevalier Noir.
Ike
Ike est le fils de Greil. Au début de l'histoire, il participe à ses premières batailles en tant que mercenaire à part entière. Il enchaîne les missions dans lesquelles il se retrouve à plusieurs reprises le chef du groupe malgré lui. En effet, son père l'oblige à apprendre vite car il craint pour sa propre vie et souhaite qu'Ike lui succède si malheur devait lui arriver.
Cependant, les choses se compliquent vite pour lui. Il assiste en effet impuissant au dernier combat de son père face au Chevalier Noir. Rongé de l'intérieur par la perte de son père et sa propre faiblesse, Ike devient le chef des mercenaires et poursuit sa mission d'escorte d'Elincia jusqu'à Gallia. Leur quête les amènent à voyager jusqu'à Begnion, où ils espèrent trouver l'aide nécessaire pour renverser Daein. Après quoi, Ike est nommé commandant de l'Armée de Libération de Crimea, constituée de guerriers de toutes les nations. Elle est toutefois particulièrement soutenue par l'armée de Begnion sous les ordres du général Zelgius.

## Système de jeu
Le système de jeu s'inscrit dans la continuité des précédents opus. Dans des combats tactiques au tour par tour, le joueur déplace et fait agir ses unités sur une carte formant une grille de cases carrées afin d'accomplir l'objectif du chapitre et passer au suivant. Au fur et à mesure de la progression du joueur, ses unités acquièrent de l'expérience et peuvent gagner en puissance, apprendre de nouvelles aptitudes et évoluer vers des classes plus avancées.
Si le gameplay est relativement simple en apparence, il permet toutefois une gestion assez approfondie de l'équipe d'unités du joueur ainsi que des objets amassés. Aussi, connaître ses unités, leurs capacités, les points forts et faiblesses est un atout majeur dans le jeu, comme d'ailleurs dans toutes les expressions du genre RPG tactique. Ne laissant qu'une part limitée au hasard, il incombe au joueur de prendre en compte toutes les données en sa possession - et notamment les statistiques propres à ses unités, à celles ennemies ou encore les informations relatives au terrain de bataille - afin de dresser une stratégie efficace d'attaque et de placement d'unités répondant aux critères de victoire mais permettant également la survie du groupe. En effet, les Fire Emblem sont caractérisés par le fait que les armes sont généralement dommageables et que toute unité du joueur tombée sur le champ de bataille est perdue pour le reste de la partie, à l'exception des épisodes plus récents permettant de désactiver cette option.

### Laguz
Une nouveauté introduite par ce Fire Emblem, et reprise dans sa suite est l’ajout d’un nouveau type de personnage jouable : les Laguz. Il s’agit en fait de personnages mi-humains mi-animaux. On retrouve ainsi différentes races Laguz : les hommes-félins (chats et tigres), les hommes-oiseaux (faucons, corbeaux et hérons), ainsi que les hommes-dragons. En tant que tels, les Laguz possèdent deux formes distinctes : une humaine, où ils sont totalement vulnérables, et une animale, où ils deviennent de puissants combattants ne possédant qu’une seule attaque (ils ne portent pas d’armes, mais utilisent leurs attributs naturels : bec, griffes…). Une jauge se remplissant au fur et à mesure que les tours passent sous leur forme humaine leur permet de prendre forme animale dès lors qu’elle est remplie, jusqu’à ce que cette barre se décharge au fil des tours et qu’ils redeviennent de nouveau humains, devant dès lors fuir toute altercation sous peine de se faire attaquer sans aucune possibilité de défense.
Contrairement aux humains, connus sous le nom de Beorc, les Laguz ne disposent que d'une seule classe et sont donc de facto bloqués au niveau 20, une fois celui-ci atteint. Cela est principalement compensé par un gain d'expérience plus lent.
Malgré leur force physique développée, chaque espèce de Laguz a un point faible magique : les laguz félins sont sensibles au feu, les laguz ailés sont sensibles aux vents (en sus des flèches), et les laguz dragons sont sensibles à la foudre.
- Les chats, qui se battent avec les griffes, sont très rapides et précis au détriment de leur force physique et de leurs points de vie.
- Les tigres (et lions) se battent puissamment avec leurs crocs, sont très résistants physiquement et ont de nombreux points de vie mais ils manquent de vitesse (moindre pour les lions).
- Les faucons sont très précis et leurs serres sont d'une force appréciable.
- Les corbeaux, reconnus comme pillards, utilisent leur bec pour se battre, faisant davantage preuve d'une vitesse exceptionnelle plutôt que de force.
- Les hérons sont des êtres lents et extrêmement vulnérables du fait qu'ils ne savent pas se battre mais ils permettent, par leurs chants, à une ou plusieurs unités adjacentes utilisées de rejouer immédiatement pendant un même tour.
- Les dragons sont reconnus comme les laguz les plus puissants et les plus résistants physiquement de tout Tellius. Manquant de vitesse de par leur carrure imposante, ils disposent néanmoins d'une souffle d'une portée élargie pour atteindre leurs ennemis.

### Classes d'unités
Path of Radiance reprend la plupart des classes ordinaires des précédents Fire Emblem (cavalier, mage, prêtre, soldat, paladin, sage, général...), y ajoutant de nouvelles notamment relatives aux Laguz. Le gain d'expérience des unités permet à celles-ci, une fois le niveau 21 atteint, d'évoluer automatiquement vers la classe supérieure, et ce sans employer d'objets spécifiques comme cela en était le cas dans les opus antérieurs. Quelques particularités subsistent telles que la possibilité de faire évoluer la plupart de ses unités grâce à l'objet « Magister » dès que celles-ci ont atteint le niveau 10, ou encore le fait que les Laguz n'ont pas la possibilité d'évoluer. Pour les besoins du scénario, l'évolution de certaines unités est scriptée.

### Préparation des batailles
L'écran de préparation des batailles est un phénomène récurrent dans tous les Fire Emblem, permettant au joueur de construire et d'affiner sa stratégie. Cependant celui de Path of Radiance a été particulièrement remanié par rapport aux versions antérieures, présentant davantage de possibilités et de contenu. En effet, dès le chapitre 9, avant chaque nouvelle bataille Soren fait un bref rapport au joueur de la bataille précédente y présentant les pertes tant humaines que pécuniaires ainsi que les éventuels gains d'unités ou d'or. En outre, le système de base, semblable à celui de Fire Emblem : Genealogy of the Holy War, a été réintroduit permettant au joueur de gérer ses unités, les objets et les armes ainsi que de développer les relations de soutien entre les protagonistes ou d'acquérir de précieuses informations sur les batailles à venir ou sur l'intrigue en elle-même. L'écran de préparation à proprement parler vient ensuite et permet les fonctions habituelles de visionnage de la carte, de sélection et de mise en formation des unités.

### Expérience
Le gain d'expérience se fait, comme il est de coutume dans les Fire Emblem, lors des combats entre deux personnages. Un tel gain est conditionné en fonction du niveau respectif des combattants, de leurs performances dans la bataille voire de leurs techniques. Cependant, Path of Radiance se dote d'un système d'expérience bonus attribuée à chaque fin de combat si le joueur remplit des conditions de temps, de manœuvre ou de victoire explicitement précisées ou non. La répartition d'un tel bonus se fait par l'intermédiaire de la base.
En plus du traditionnel gain de caractéristiques aléatoirement généré lorsque la barre d'expérience d'un personnage se remplit intégralement, il est possible de paramétrer, une fois le jeu terminé une première fois, la mise en place d'un gain de caractéristiques dit fixe conditionné par un système de statistiques internes (taux de croissance...) et par différents paramètres tels que les bonus et malus liés aux armes et aux classes. C'est une nouveauté totalement inédite dans la série.

### Biorythme
Autre nouveauté particulière à cet opus, le biorythme inhérent à chaque personnage croît et décroît progressivement tour après tour. Selon qu'il est positif ou négatif, il génère des légers bonus ou malus en précision et en esquive aux personnages. Le joueur ne peut le maîtriser directement si ce n'est avec des techniques réduisant ou amplifiant ses effets.
Néanmoins, la maîtrise de ceci est très complexe mais fort utile. En effet, le biorythme donne aussi un bonus ou malus dans les chances d'utiliser une technique (de l'ordre de + ou - 10 %).
Certaines techniques ont leur probabilité d'utilisation basée sur les statistiques du personnage. Par exemple, pour l'aptitude Éther de Ike, cela dépend de sa technique : s'il possède 27 points dans cette statistique, il aura (à chaque attaque réussie) 27 % de chances d'utiliser Éther. Si son biorythme est au plus haut, cela monte a 37 %. A contrario, cela descend à 17 % lorsqu'il est au plus bas.

### Techniques
Présentes dans Genealogy of the Holy War et dans Thracia 776, les techniques font pleinement leur retour dans Path of Radiance, après une timide résurgence dans The Sacred Stones. Celles-ci permettent aux personnages qui les apprennent d'effectuer des actions spéciales principalement au cours des combats. Dans ce titre de la série, il existe trois catégories de techniques. Certaines sont inhérentes à la classe du personnage et automatiquement attribuées (par exemple, "Couteau" permet à tous les voleurs de manier de telles armes). La plupart des techniques du jeu sont cependant dites standard peuvent être apprises par n'importe quelle unité sous réserve d'en posséder le parchemin et qu'elle dispose d'assez de "capacité", de telles compétences permettent l'initiative lors des combats, l'annulation du coup adverse, l'augmentation de certaines caractéristiques en cas de blessures ... L'ultime catégorie de techniques est celle de techniques spéciales qui sont propres à chaque classe d'unités promues. Généralement puissantes (force augmentée, régénération, annulation de la défense adverse ...), elles ne peuvent être obtenues que par l'intermédiaire d'un objet rare nommé "Occulte" et sont conditionnées par la capacité du personnage. L'attribution de techniques aux personnages se fait par l'intermédiaire de la base.
L'activation de nombre de techniques, souvent conditionné par les statistiques de son acquéreur, est généralement l'occasion d'une animation graphique particulière.

### Soutien
À l'instar des précédents titres de la série, un système de soutien entre les personnages présentant certaines affinités permet d'augmenter leurs caractéristiques respectives s'ils sont tous deux situés à proximité sur le champ de bataille. Le développement des relations de soutien en déployant les deux personnages sur le champ de bataille un certain nombre de fois, nombre qui varie selon le niveau de soutien et selon les personnages. Une fois ledit nombre révolu, l'on peut sceller l'affinité entre les deux protagonistes concernés par l'intermédiaire de la base (et non plus du champ de bataille comme cela était le cas dans les épisodes antérieurs) ; s'ensuit une phase de dialogue entre leurs deux intéressés permettant au joueur d'en apprendre plus sur le vécu et les centres d'intérêts des protagonistes concernés. Une fois cela fait, le bonus de soutien devient effectif si la proximité requise sur la carte est de rigueur. Les affinités, et donc les soutiens potentiels, sont révélées par la base. Chaque personnage peut avoir jusqu'à trois conversations de soutien avec un même personnage, ce qui accentue alors leurs bonus déjà acquis. Une même unité peut avoir jusqu'à cinq conversations de soutien durant la totalité du jeu.

### Triangle des armes et trinité des magies
Le célèbre triangle des armes - l’épée bat la hache, la hache bat la lance, la lance bat l’épée - est toujours de rigueur par rapport aux anciens épisodes. Cependant la trinité des magies des épisodes Game Boy Advance (Magie Anima bat Magie Blanche, Magie Blanche bat Magie Noire, Magie Noire bat Anima) n’apparaît pas ici, puisque la magie Anima se voit décomposée entre sorts de feu, de vent et de foudre, et les sorts habituels de magie blanche et magie noire sont regroupés au sein de la magie de lumière. La hiérarchie suivante est alors mise en place : le feu bat le vent, le vent bat la foudre et la foudre bat le feu (trinité déjà présente dans les opus Genealogy of the Holy War et Thracia 776).

### Armes personnalisées
Dès que le joueur à accès à la base, il peut choisir, moyennant finances, de faire forger une arme par chapitre à laquelle il peut lui-même fixer les caractéristiques de poids, d'attaque, de précision, de taux de coups critiques. À cette arme personnalisée, il peut donner un nom particulier et, selon le type d'arme choisi, décider de la couleur de l'objet.

## Différences régionales
La différence majeure entre la version nippone et occidentale du jeu réside dans le choix du niveau de difficulté. Au Japon, Path of Radiance dispose de trois niveaux de difficulté : "normal", "difficile" et "maniaque". En Occident, l'inclusion d'un niveau "facile" se fait au détriment du niveau "maniaque" qui disparaît alors.
Un bonus de 15 points de taux de critique supplémentaires a été attribué au bretteur, au berserker et à l'archer d'élite dans les versions occidentales.
Un bug permettant aux armes forgées d'avoir un taux de critique de 255 présent dans la version nippone a été corrigé dans les versions occidentales. De plus, les coûts supplémentaires occasionnés par la forge d'armes ont été divisés par deux.
Si le jeu inclut des cinématiques pré-rendues et doublées pour la première fois dans l'histoire de la série Fire Emblem, aucun doublage n'a été réalisé pour les versions européennes, où seul le doublage nord-américain en anglais est disponible. La version japonaise dispose quant à elle de son propre doublage.
Un bug étrange n'apparaissant que dans la version nord-américaine permettant à Ike de débuter le chapitre 1 avec quatre épées au lieu d'une seule a été corrigé dans la version européenne.

## Développement
Le développement de Path of Radiance débute avant et se poursuit parallèlement au développement de son prédécesseur sur Game Boy Advance The Sacred Stones, dont la création fut décidée afin de permettre une sortie plus rapide dans l'attente de la fin du cycle de développement long de Path of Radiance. Ce dernier est en effet le premier épisode en trois dimensions de la série et nécessite un investissement en temps et en ressources important, là où Intelligent Systems peut beaucoup plus facilement réutiliser le moteur de The Binding Blade et The Blazing Blade pour créer un nouveau jeu dans un laps de temps plus restreint, sans oublier la plus forte popularité de la console portable lui donnant un avantage certain.
Path of Radiance est pensé dès l'origine pour non seulement être un jeu se satisfaisant à lui-même mais également pour planter le décor d'un large univers capable d'accueillir une suite. Pour cette raison, un certain nombre d'interrogations soulevées par cet épisode sont délibérément laissées en suspens en vue d'une réponse dans un second opus déjà prévu et qui deviendra Radiant Dawn.
Il est intéressant de noter qu'il existe un certain nombre de similitudes en termes de trame scénaristique entre la duologie Path of Radiance / Radiant Dawn et le RPG tactique Berwick Saga sur Playstation 2, développé par Shouzou Kaga, l'un des pères de la série Fire Emblem et game designer des opus Gaiden à Thracia 776 avant son départ d'Intelligent Systems. Ceci peut suggérer que ces jeux soient en réalité tous deux partiellement inspirés du projet avorté sur Nintendo 64 Fire Emblem: Ankoku no Miko.

## Accueil
Fire Emblem: Path of Radiance obtient une réception plutôt favorable par la critique et la presse spécialisée. Il reçoit en effet les notes de 85/100 de la part de l'agrégateur Metacritic, 8/10 pour Eurogamer, 34/40 pour Famitsu, 8,6/10 pour Gamespot, 8,7/10 pour IGN ou encore 16/20 pour Jeuxvidéo.com.
Les ventes du jeu sont estimées à environ 540 000 unités à travers le monde par le site VG Chartz. Cette performance significativement inférieure à ses deux prédécesseurs sur Game Boy Advance peut au moins partiellement s'expliquer par un parc de consoles plus restreint, la Gamecube ayant, à l'inverse de son homologue portable, peiné à trouver son public. Sans être le grand succès escompté par Intelligent Systems, le jeu n'est toutefois pas un échec commercial à strictement parler.

## Postérité
Path of Radiance fait l'objet d'une suite sur Wii connue sous le nom de Fire Emblem: Radiant Dawn, sortie le 22 février 2007 au Japon, le 5 novembre 2007 en Amérique du Nord et le 14 mars 2008 en Europe. Se déroulant trois ans après les évènements de Path of Radiance, le jeu explore les conséquences de la guerre de l'opus précédent et ouvre la voie vers un nouveau conflit aux causes bien plus profondes et aux dimensions bien plus importantes. Il possède la particularité, contrairement à Path of Radiance, de présenter cette nouvelle guerre selon la perspective de multiples factions, ce qui signifie que bien qu'Ike y reste un personnage important, il n'est plus le seul protagoniste principal et n'est pas présent tout au long de l'histoire.
Fire Emblem: Awakening y fait référence, dans la mesure où de nombreux personnages du jeu y sont recrutables par le biais des fonctionnalités Spotpass[réf. nécessaire]. On peut par ailleurs y noter l'apparition du personnage Priam, descendant de Ike.
Ike, le protagoniste principal, est l'un des personnages auxquels il est possible de faire appel grâce aux Emblèmes dans Fire Emblem Engage. Il y est rejoint par son ami Soren dans le deuxième volume de contenu téléchargeable additionnel. Ike peut par ailleurs être recruté par DLC dans Fire Emblem Fates ou invoqué à l'aide de l'amiibo à son effigie dans Fire Emblem Echoes: Shadows of Valentia.
De nombreux personnages du jeu ont fait une ou plusieurs apparitions dans le jeu mobile Fire Emblem Heroes, ainsi que dans le jeu de cartes dérivé Fire Emblem 0 (Cipher)[réf. nécessaire].
Ike est également l'un des combattants de la série Super Smash Bros. depuis son épisode Brawl. Le Chevalier Noir y apparaît aussi en tant que trophée-aide depuis l'opus Ultimate. Enfin, un certain nombre d'autocollants, esprits et musiques de Path of Radiance ont fait leur apparition dans la série.